# Anni 1690
Gli anni 1690 sono il decennio che comprende gli anni dal 1690 al 1699 inclusi.

## Personaggi
- Guglielmo III, Re d'Inghilterra e Principe d'Orange